# Gift of Screws
Gift of Screws é o quinto álbum de estúdio do cantor e compositor Lindsey Buckingham, conhecido como vocalista do Fleetwood Mac, lançado pela Reprise Records em setembro de 2008.
O disco começou a ser trabalhado na década de 1990, e teve seu lançamento adiado conforme a volta do cantor para o Fleetwood Mac. Das faixas originais, algumas foram mantidas, outras aproveitadas para os projetos Say You Will (2003) e Under the Skin (2006). Por isso, a obra contém colaborações significativas de quase todos os membros de sua banda, como Mick Fleetwood, John McVie e Christine McVie.

## Faixas
Todas as composições por Lindsey Buckingham, exceto onde anotado.
1. "Great Day" (Buckingham, Will Buckingham) – 3:15
2. "Time Precious Time" – 4:27
3. "Did You Miss Me" (Buckingham, Kristen Buckingham) – 3:58
4. "Wait for You" – 5:02
5. "Love Runs Deeper" (Buckingham, Kristen Buckingham) – 3:58
6. "Bel Air Rain" – 3:52
7. "The Right Place to Fade" – 4:05
8. "Gift of Screws" – 2:56
9. "Underground" – 3:02
10. "Treason" – 4:28